# Asio otus

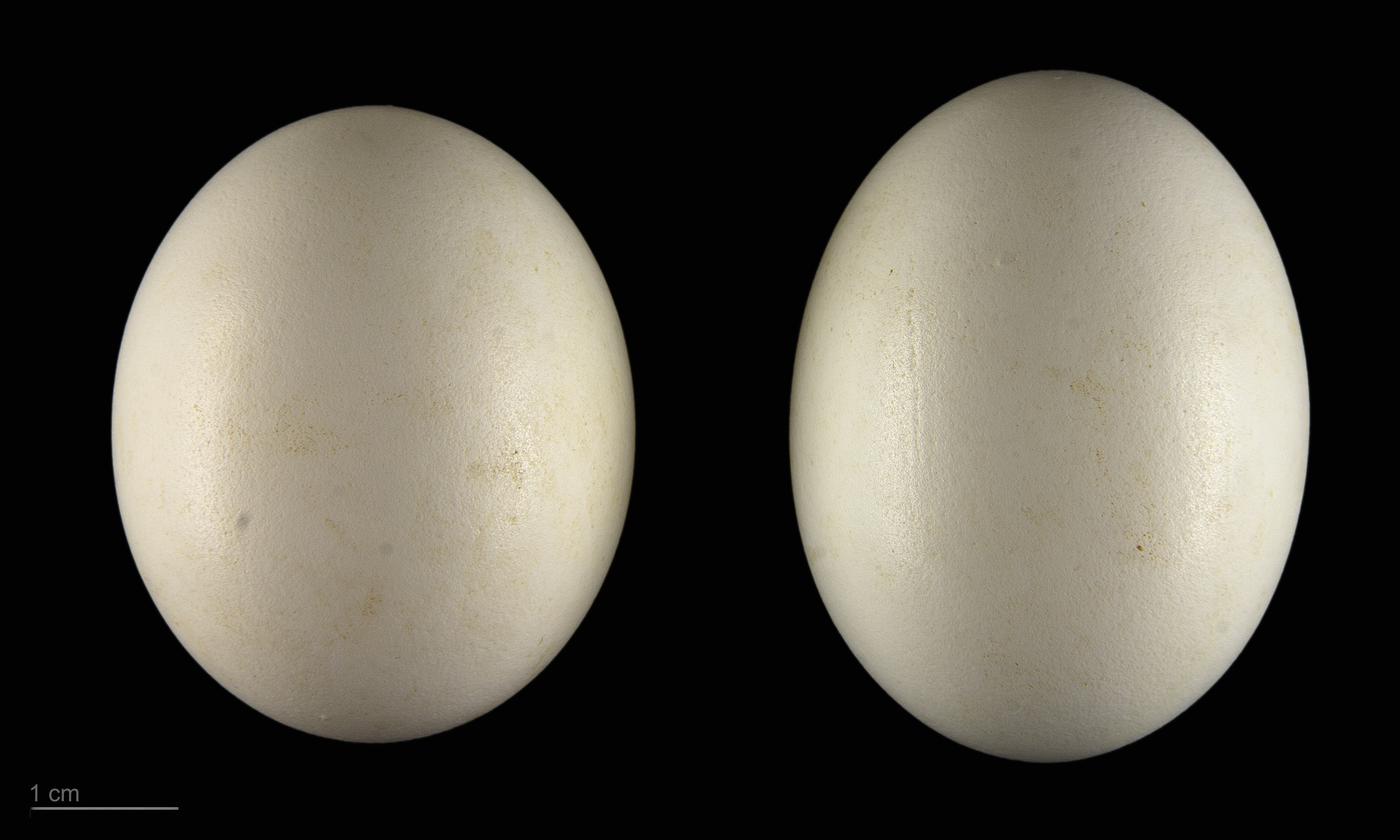
Asio otus otus - MHNT

El búho chico (Asio otus) es una especie  de ave estrigiforme de la familia Strigidae.

## Descripción y hábitat
El búho chico es una rapaz de gran tamaño y bastante común en el sur y el centro de Europa. Habita en bosques de coníferas cerca de zonas de cultivos, en ocasiones en la alta montaña, aunque dependiendo del lugar y el clima puede adaptarse a anidar en otros lugares. Por el día puede ser visto durmiendo en grupos en pinos altos, olivos tupidos u otros lugares, aunque se camufla muy bien y normalmente es bastante difícil de observar. Debido a su plumaje se asemeja bastante al búho campestre (Asio flammeus), este último es menos rechoncho y ligeramente más grande, aunque en diversos lugares, se han avistado ejemplares que pueden ser confundidos con la lechuza común (Tyto alba), debido a que su plumaje puede ser extremadamente blanco. El búho chico tiene grandes y delgados mechones sobre la cabeza que parecen orejas y que se diferencian perfectamente de las demás rapaces, la parte ventral es de color crema blanquecino y muy listado por negro o gris oscuro, los ojos de color naranja o rojo, puntas grises en las alas, la cola con unas franjas poco marcadas y un par de manchas oscuras sobre las "muñecas". Sale solo de noche, cuando es posible de ver porque posee un poco de "brillo" en el plumaje cuando es apuntado con alguna fuente de luz.
Su voz es un reclamo profundo, corto y apagado tipo huh. También puede hacer chasquidos con el pico para asustar a los enemigos o proferir una especie de maullidos.
- Longitud: de 31 a 37 cm.

- Envergadura: de 86 a 98 cm.

- Peso: 210-330 g.

- Longevidad: de 10 a 15 años.

- Estatus: seguro.

## Comportamiento
Normalmente utiliza el nido de un córvido o ardilla para anidar, aunque puede arreglarlos o retocarlos para que sea de su agrado. La época de celo varía según los lugares donde anide, desde finales de invierno hasta principios de marzo. Pone de 3 a 5 huevos en una nidada de marzo a junio.
Caza fundamentalmente roedores como ratones, ratas y en menor medida aves e insectos. Expulsa dos egagrópilas al día por término medio, una en el lugar de descanso durante el día y la otra mientras caza.

## Distribución
En América habita desde el centro de Canadá hasta el sur de México. 
En Europa está presente en todos los países de Europa continental, además de las islas británicas. En Escandinavia, además de ciertas poblaciones permanentes al sur de Suecia, es común sólo en época de cría, al igual que en Finlandia. 
Habita también en algunos países del norte de África, como Marruecos, Argelia, Túnez y Egipto, así como en Medio Oriente. 
En Asia es común en el centro y sur del continente, extendiéndose su distribución hasta Japón, China y la Península Coreana.

## Nombres comunes
Nombre en otros idiomas: long-eared owl (inglés), mussol banyut o brúfol comú (catalán/valenciano), hontza ertain (euskera), bufo pequeño (gallego).

## Numismática
El búho chico estuvo presente en las monedas de Eslovenia de 20 stotinov, acuñadas en piezas de aluminio entre los años 1992 y 2006, utilizándose desde la independencia del país hasta la adopción del euro como moneda oficial.

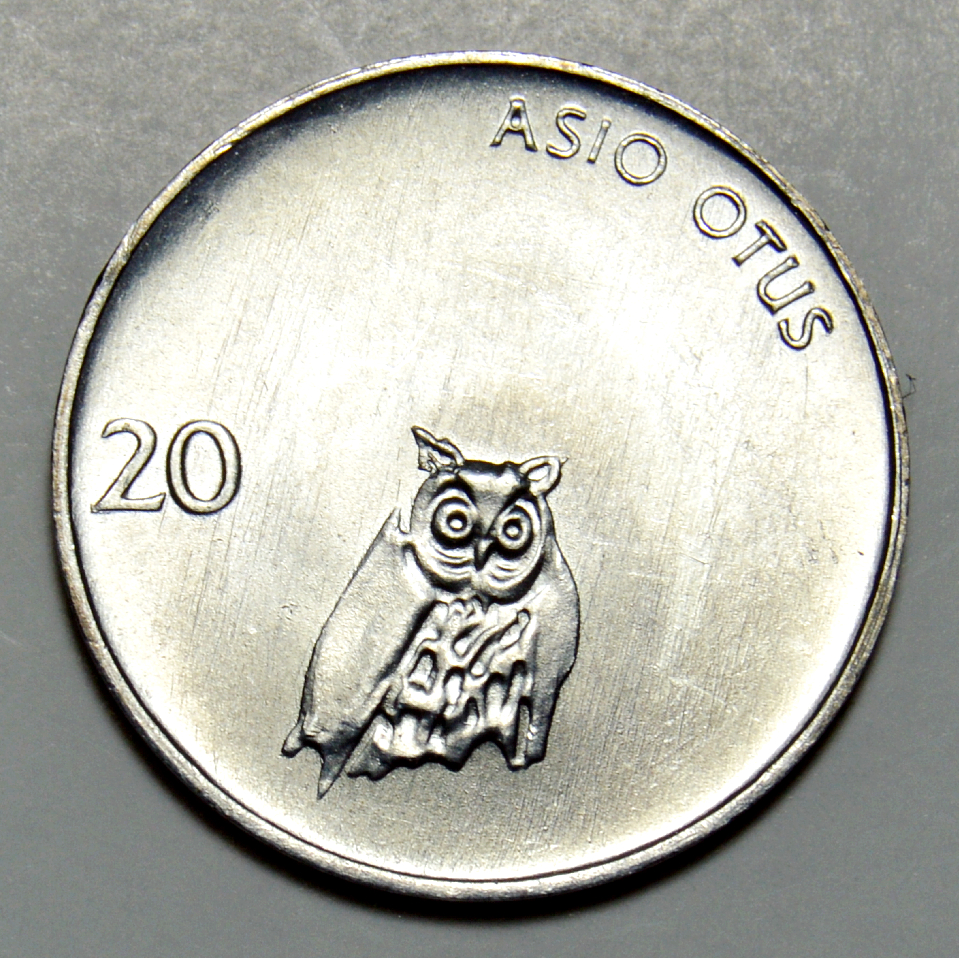
Moneda de Eslovenia de 20 stotinov, del año 1993, con un Asio otus en el reverso

Turquía dedicó una moneda conmemorativa a esta especie en el año 2000, por el valor de 50.000.000 de liras turcas, acuñada en oro.
El último territorio en acuñar una moneda en homenaje al búho chico fue Niue, en el año 2019, con un valor facial de cinco dólares, en piezas de plata.